# خوینگتس
خوینگتس (به لهستانی:  Chojeniec) یک منطقهٔ مسکونی در لهستان است که در گمینا شدلیشچه واقع شده‌است. خوینگتس ۳۴۰ نفر جمعیت دارد.